# Marcos Ubeda
Marcos Vicente Olof Ubeda, född 23 oktober 1974 i Barcelona, Spanien, är en svensk kompositör, musikproducent och musiker uppvuxen i Timmele.
Ubeda är utbildad inom piano, komposition och arrangemang vid afro–jazz–fakulteten vid Musikhögskolan vid Göteborgs universitet. Han har skrivit ett stort antal sånger för många av Sveriges främsta artister och även för utländska, producerat och medverkat i ett flertal skivinspelningar och som musiker på omfattande internationella turnéer med framstående jazzmusiker som Billy Cobham (medverkade på två album och ett antal livekonserter på DVD), Victor Bailey, Airto Moreira, Randy Brecker och Donald Harrison.
Han har skrivit 17 bidrag (2014) som tävlat i Melodifestivalen, däribland delaktig i den engelska versionen av låten Tusen och en natt (Take Me to Your Heaven), som med Charlotte Perrelli (då Nilsson) vann Eurovision Song Contest 1999, och han skrev även Afro-dites vinnande bidrag Never Let It Go till Melodifestivalen 2002. Låten kom på åttonde plats i Eurovision Song Contest 2002 och Ubeda vann även en grammis 2002 för "årets schlager". 
Ubeda har varit kapellmästare i TV-programmen Doobidoo och Bingolotto och skrivit signaturerna till dessa och ett flertal andra TV-program.
För sitt musikarbete har han erhållit pris från Svenska Jazzakademien. 2020 blev han invald i Melodifestivalens Hall Of Fame.

## Artister i urval som Marcos Ubeda har samarbetat med
- Andreas Johnson
- Dino Merlin
- Sanna Nielsen
- Sonja Aldén
- Molly Sandén
- Maja Gullstrand
- Caracola
- Chris Cole
- Roger Pontare
- Mathias Holmgren
- Barbados
- Kikki Danielsson
- Papa Dee
- Smokie
- Sarek
- Joyride
- Afro-Dite
- Fame
- Sofia Källgren/Robert Wells
- Maria Knutsson
- Magnus Bäcklund
- Javiera
- Jan Johansen
- Friends
- Magnus Carlsson
- Martin Rolinski
- Lasse Kronér
- Charlotte Perrelli
- Block B
- Jill Johnson
- IU
- TVXQ
- Christer Sjögren
- Georg Wadenius
- Elisa Lindström
- Billy Cobham
- Magnus Johansson